# Chen Kuiyuan
Chen Kuiyuan (cinese tradizionale: 陳奎元; cinese semplificato: 陈奎元; pinyin: Chén Kuíyuán; Liaoning, gennaio 1941) è un politico cinese, attualmente vicepresidente della Conferenza politica consultiva del popolo cinese (CPCPC), oltre che presidente e capo del Partito nell'Accademia Cinese di Scienze Sociali.

## Carriera
Nato nella contea di Kangping, nella provincia nordorientale di Liaoning, Chen si laureò nel 1964 all'Università Normale della Mongolia Interna in Istruzione Politica. A maggio del 1965 si iscrisse al Partito Comunista Cinese. Dopo la laurea fu assegnato dal Partito per insegnare in una scuola nell'area di Hulunbuir, facente parte della regione autonoma della Mongolia Interna. Ad Hulunbuir ricoprì diversi ruoli, divenendo infine capo di Partito del comitato locale del PCC. Nel 1989 divenne socio in regola del comitato del PCC in Mongolia Interna, ottenendo il ruolo di segretario della commissione per le alte istituzioni della regione autonoma. Nel 1991 fu elevato a vicepresidente della Mongolia Interna. A gennaio del 1992, Chen fu trasferito nella Regione Autonoma del Tibet, dove divenne vicecapo della divisione locale del Partito. A novembre dello stesso anno, Chen divenne il successore di Hu Jintao, il quale sarebbe successivamente diventato premier della Repubblica Popolare Cinese, come segretario della commissione tibetana del PCC.
Dopo 8 anni di mandato in Tibet, nel 2000 Chen fu trasferito alla provincia di Henan, servendo come segretario del comitato dell'Henan del PCC. Nel 2003 seguì la nomina come presidente e capo del Partito nell'Accademia Cinese di Scienze Sociali. A marzo dello stesso anno fu eletto vicepresidente della decima Conferenza politica consultiva, a cui fece seguito la rielezione a marzo del 2008.
Chen è stato membro del quattordicesimo, quindicesimo e sedicesimo Comitato centrale del Partito Comunista Cinese, attualmente è membro del diciassettesimo Comitato.